# William Fox (politician)
William Fox (n. 1812 în South Shields, Anglia - d. 23 iunie 1893 în Auckland, Noua Zeelandă), a fost al doilea prim ministru din Noua Zeelandă.
El a fost de patru ori ales ca prim ministru pe perioadele:
1. din mai până iunie 1856
2. iulie 1861 - august 1862
3. iunie 1869 - septembrie 1872
4. martie - aprilie 1873

Printre altele Fox reușește să rezolve cel puțin în parte drepturile de proprietate a maorilor populația indigenă din Noua Zeelandă. A îmbunătățit sistemul de învățământ și a contribuit la înființarea unei universități „ University of New Zealand”, contribuind de asemenea la realizarea unei independențe politice față de Marea Britanie.